# Diecezja Metuchen
Diecezja Metuchen (łac. Dioecesis Metuchensis, ang. Diocese of Metuchen) jest diecezją Kościoła rzymskokatolickiego w metropolii Newark w Stanach Zjednoczonych. Swym zasięgiem obejmuje północną część stanu New Jersey. 

## Historia
Diecezja została kanonicznie erygowana 19 listopada 1981 roku przez papieża Jana Pawła II. Wyodrębniono ją z diecezji Trenton. Pierwszym ordynariuszem został późniejszy arcybiskup Waszyngtonu i kardynał Theodore McCarrick (ur. 1930). 

## Ordynariusze
- Theodore McCarrick (1981–1986)
- Edward Thomas Hughes (1986–1997)
- Vincent DePaul Breen (1997–2002)
- Paul Bootkoski (2002–2016)
- James Checchio (od 2016)